# Balsapintada
Balsapintada es una pedanía perteneciente al municipio de Fuente Álamo de Murcia en la Región de Murcia, España.

## Geografía física

### Ubicación
Situada al Este del término municipal, lindando con los términos de Cartagena, Torre Pacheco y Murcia.

## Historia

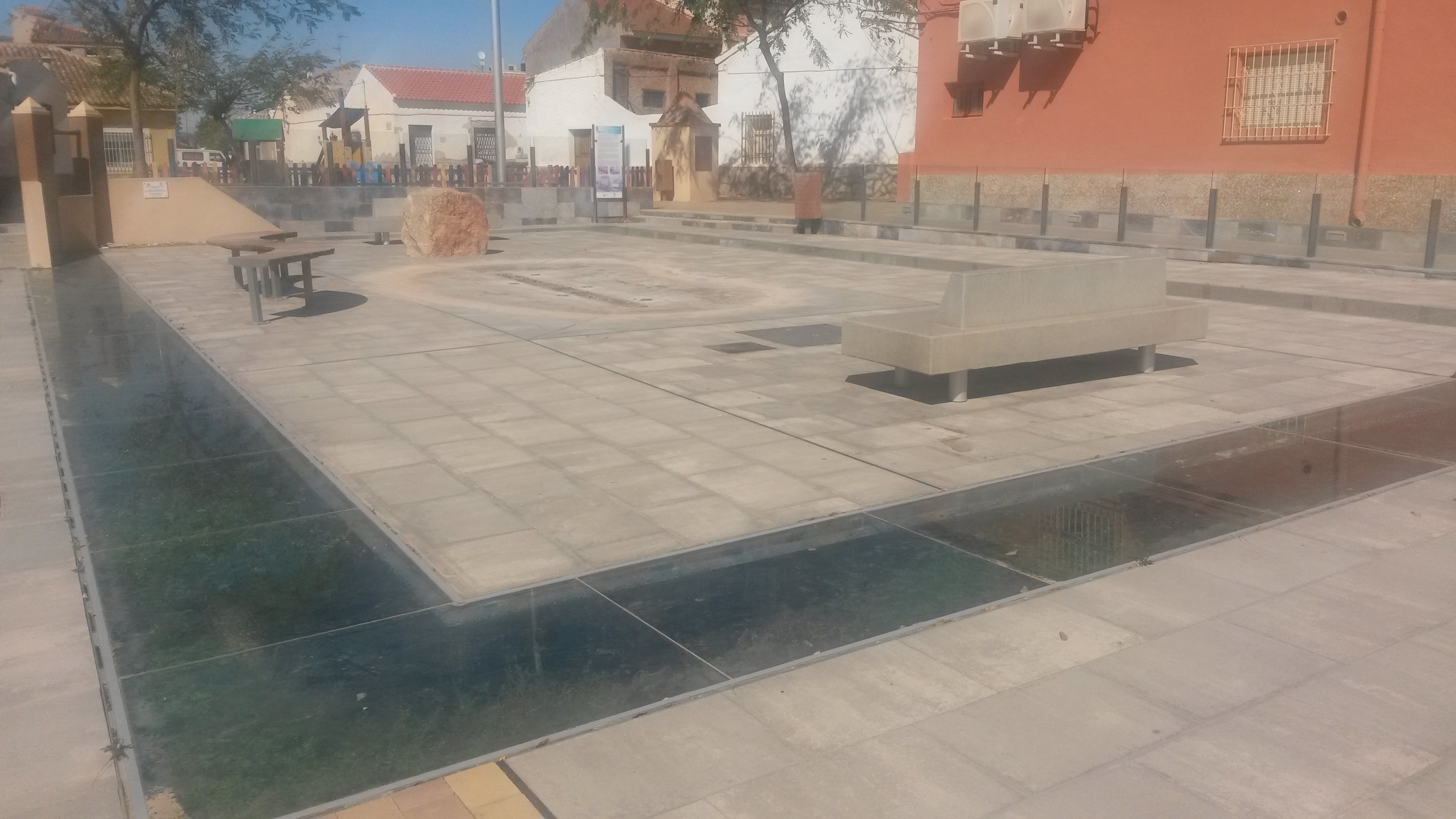
Lugar de la histórica balsa de Balsapintada y actual plaza.

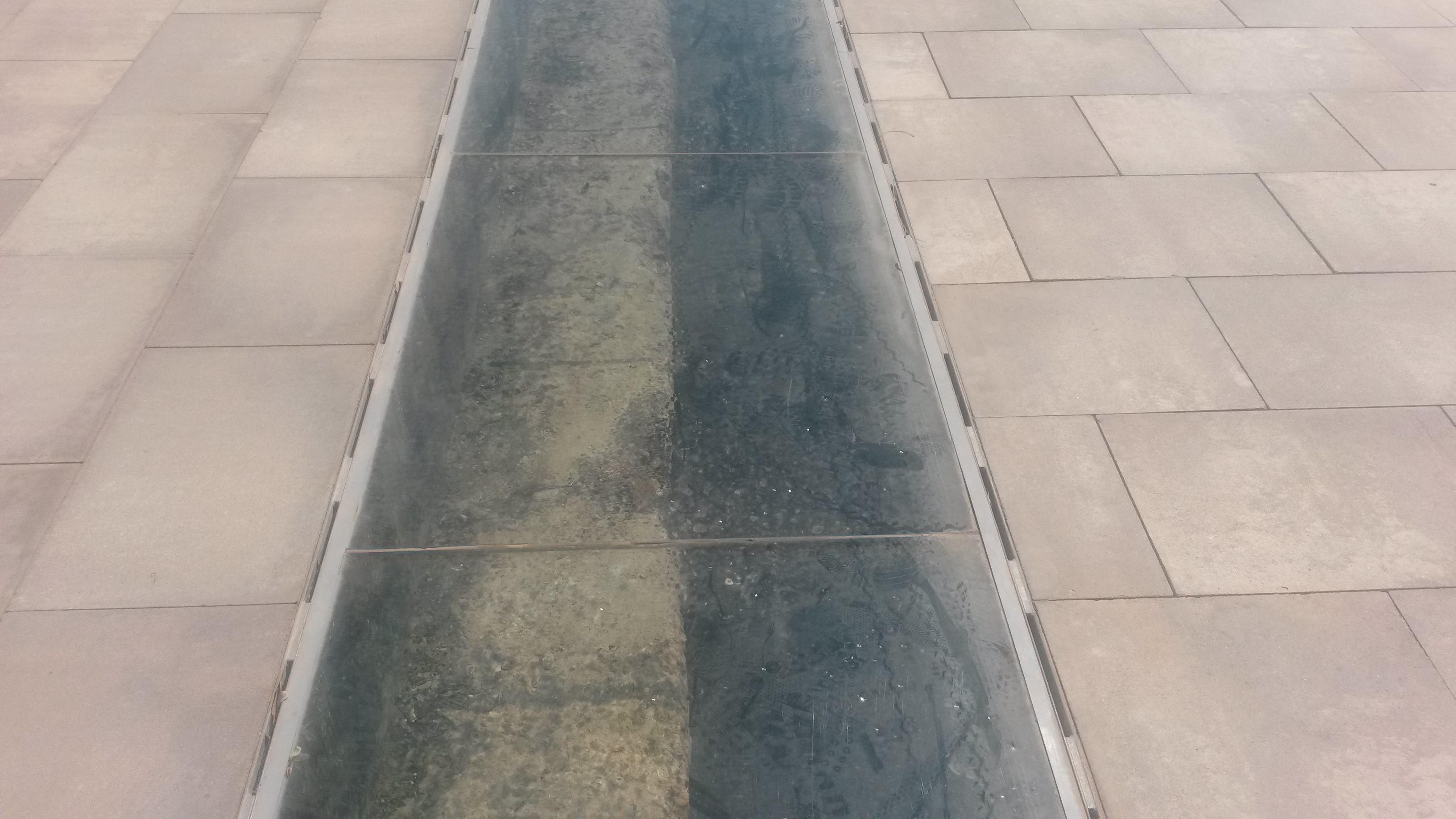
Suelo real de la balsa que da nombre al pueblo.

Los orígenes de Balsapintada datan del siglo XVII, originándose con la construcción de viviendas en el cruce de la vereda de Balsicas al Mingrano y el cordel de Fuente Álamo de Murcia al Puerto de la Cadena. En este lugar existía una construcción para embalse de agua, de origen romano, que posteriormente se utilizaría por los árabes y en la época medieval. A este lugar se le denominaba en el siglo XIX con el nombre de “ el descansadero”. El origen del nombre de la población procede de esta balsa cuyas paredes exteriores estarían pintadas de color rojo.
Tras sucesivos cambios en su estructura y aspecto, hace años fue derruida, desenterrados los primeros cimientos y expuestos bajo vidriera en el lugar que ocupaban.
Es un territorio llano, con los cabezos del Estrecho en las cercanías y algunos cursos de agua importantes, como la Rambla de la Murta y la Rambla del Albujón que atraviesa la pedanía del Estrecho. Esta zona del campo fue importante en época romana, sobre todo en el bajo imperio (siglos III-VI d. C.), como lo demuestran los yacimientos cercanos en la llamada Balsa de Espín, donde se han hallado estatuillas del Dios Hermes, canalizaciones de agua fabricadas con plomo, ánforas y numismática desde la época de César Augusto hasta el emperador Galieno. Otros yacimientos romanos se hallan en la finca de Galtero, en El Estrecho (balsa romana) y en las casas de Garcerán.
De la época árabe, quedan topónimos como la casa del Zoco, en la zona de Valladolises y Lo Jurado, muy cerca de donde se construyó una torre árabe (Torre del Arraez) y donde, al parecer, habría un lugar de oración en la época musulmana. Esta zona era conocida como el Algarbi, y en un paraje cercano a la rambla de Fuente Álamo, en El Estrecho, se hallaría una alquería árabe conocida como Benybenjambre.
La feligresía de Balsapintada pertenecía hasta 1889 a Corvera (Murcia) y ésta a su vez a la parroquia de Santa María de Murcia. A partir de ese año pasa a depender de Fuente Álamo.
Cuando Fuente Álamo adquiere el título de Villa en 1700, Balsapintada siguió perteneciendo a la Ciudad de Murcia hasta que en 1836, por orden del gobernador civil, pasa a ser término de Fuente Álamo y se realiza el deslinde con Murcia, por la Venta del Jimenado, camino de Balsa Espín a Balsapintada, Casa de Los Morenos, Rambla de La Murta, Los Arcos, hacia la Sierra de Carrascoy.
En marzo de 1867, Balsapintada solicitó la segregación del Municipio de Fuente Álamo pero, debido a falsificaciones de nombres y suplantación de personas, el intento no tuvo éxito. En 1843 eran terratenientes importantes de la zona : D. Manuel Lapiszid, D. Miguel Pérez, Pedro Gómez, Manuel Ayala, Josefa Salafranca, etc.
En marzo de 1837, José Olivo que venía desde Murcia, se puso muy enfermo, por lo cual el entonces alcalde de Fuente Álamo dio orden de ponerle guardias en la puerta y formar un cordón sanitario para establecer cuarentena, impidiendo que los vecinos de Balsapintada pudiesen entrar en el municipio ya que existía el temor de que se hubieran contagiado de la epidemia de cólera y tifus declarada en la ciudad de Murcia. El cólera de 1859 provocó importante mortalidad en esta diputación (12 fallecimientos).
El maestro de primera instrucción, en 1850, era D. Carlos Navarro. Otros maestros del siglo XIX fueron Francisco Seguí, Antonio Peñafiel, Pedro López Álvarez, Antonio Montero, Mariano Navarro, Juan Romera, José Badía y Artero, etc. En 1884, cobraba el maestro 825 ptas al año, pagadas por el Ayuntamiento. En noviembre de 1906, se solicita la creación de una escuela de niños y otra de niñas.
Maestros de este lugar en el siglo XX fueron : Mercedes García, Rosario Miralles (en El Estrecho), Trinidad Solano (El Estrecho), José Hernández Bernal, María Nicolás Noguera y Ascensión Vera Gómez, entre otros.

## Geografía humana

### Demografía

#### Población
Cuenta con 1844 habitantes.

### Economía
Importante desde siempre en la actividad del transporte, arrieros y carreteros salían de este lugar para dirigirse hacia Jaén, Úbeda, Baeza, Lorca, etc. Hoy es una de las principales actividades de la zona y fuente principal de su economía. Además, el pueblo cuenta con una plaza destinada a los profesionales de este sector, “La plaza del camionero”, situada en el centro de Balsapintada.
La industria charcutera y los cultivos agrícolas de regadío, tras la incorporación de este territorio a la zona regable del trasvase, han hecho posible su importante auge económico, contribuyendo también a ello la instalación de empresas de manipulación hortofrutícola.etc.

## Personajes célebres
Importantes personajes de las artes, las letras y el deporte están ligados a esta diputación. Así podemos nombrar a Pedro Sánchez Picazo, el pintor de las flores, nacido en Balsapintada el 6 de agosto de 1863. Su madre, Pascuala Picazo, era maestra en esta diputación. Murió este gran artista, en Murcia, el 12 de enero de 1952,”el jardinero de los pinceles”.
Otro personaje importante del mundo de la cultura ligado a esta tierra es la escritora y académica Carmen Conde Abellán, que solía pasar temporadas de descanso en estos parajes.
En el ámbito deportivo destaca Héctor Yuste, autóctono del pueblo y jugador profesional de fútbol. Debutó con el FC Cartagena, siendo partícipe del ascenso a 2.º división del equipo negriblanco. Más tarde, ha pasado por equipos como la UD Salamanca(2010-2011), Cádiz FC (2011-2012), Racing de Santander (2012-2013), Hércules CF(2013-2014), Granada CF (2014), RCD Mallorca  (2015-2017).
Actualmente juega en la primera división con el equipo de Chipre Apollon Limassol.

## Festividades

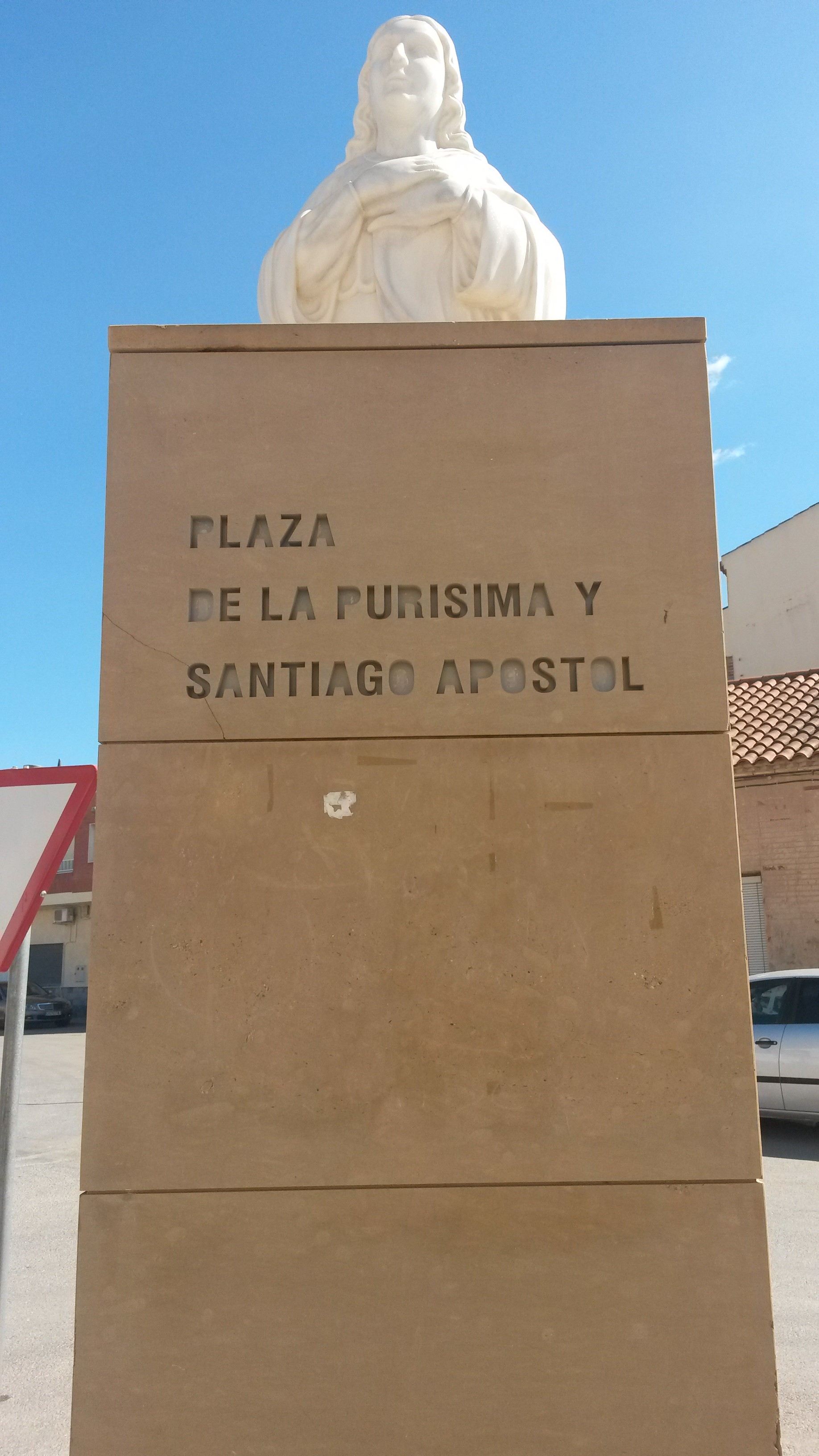
Escultura situada en la plaza de la iglesia de Balsapintada, en honor a sus dos patrones

### Fiestas de Santiago Apóstol
Sus fiestas se festejan en la semana del 25 de julio, día del patrón del pueblo: Santiago Apóstol. Se alargan durante diez días, amenizando cada noche con orquestas y grupos musicales. También, se eligen a las majas del pueblo, que se corresponden con las bellas adolescentes balsapintadeñas y sus acompañantes, siendo las protagonistas en las actividades culturales y lúdico festivas que se celebran durante el día, dirigidas tanto a los más niños como a los más mayores. Entre éstas, destacan la exhibición de carruajes, maniobras camioneras, campeonatos deportivos y lúdicos, concurso de hortalizas, etc.
Es de destacar el trabajo de la “Comisión de Fiestas” compuesta por voluntarios del pueblo que trabajan año tras año para favorecer y enriquecer las fiestas de Balsapintada.

### Semana Santa
La Semana Santa de Balsapintada empieza a ser famosa dentro del denominado Campo de Cartagena por sus tronos de medio tamaño llevado uno de ellos por más de cuarenta caballeros portapasos. Su cúspide esta en la noche del Jueves Santo donde los tronos de la Cofradía Balsapinteña del Santísimo Cristo del Perdón y Nuestra Madre Virgen Dolorosa realizan el tradicional encuentro entre Virgen La Dolorosa y su hijo Cristo Crucificado.
Fueron sacerdotes en el siglo XIX : José García Cano, y en el siglo XX : Francisco López Pérez, José Vidal, Andrés Valero, José Ballester (cura y natural de El Estrecho), Faustino Fernández.
Su iglesia está dedicada a la advocación de Santiago Apóstol y la Inmacula Concepción.

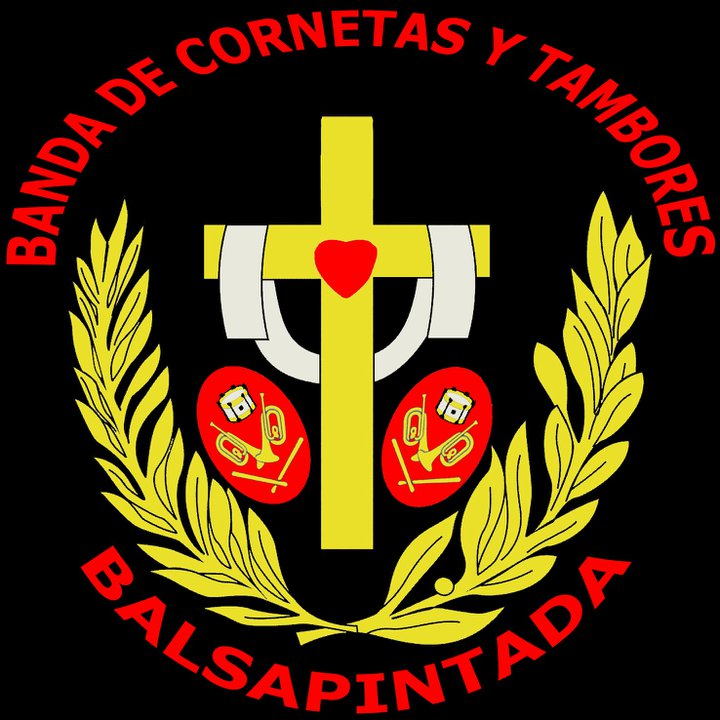
Escudo de la banda

### Banda de Cornetas y Tambores
Existía una banda de música en Balsapintada en 1928. En 1923 se celebró la fiesta del árbol y la bendición de la bandera en la escuela de niñas. 
Actualmente vuelve a haber otra banda, aunque de carácter religioso:"Banda de cornetas y tambores de Balsapintada".